# Lower Brule Reservation

Lage des Reservats in South Dakota

Die Lower Brule Reservation ist ein Indianerreservat der Brulé-Lakota im US-Bundesstaat South Dakota. Es umfasst 914 km² (225.970 Acres) und wird von 1362 Menschen bewohnt. Das Reservatsgebiet umfasst Teile von  Lyman und  Stanley County. Die Reservatsverwaltung befindet sich in der Siedlung Lower Brule. Ursprünglich Teil der Great Sioux Reservation, wurde es 1889 vom US-Kongress aus diesem herausgelöst und vom Bureau of Indian Affairs als eigenes Reservat geführt. Durch den  General Allotment Act of 1887 gingen in den darauffolgenden Jahren zirka 50 % der Fläche an Weiße Siedler verloren.
Lower Brule Reservation grenzt an den „Big Bend Dam“ und den Stausee „Lake Sharpe“, einen der vier Missouri-Stauseen, die von dem United States Army Corps of Engineers nach dem Pick-Sloan-Plan erstellt wurden, geplant 1944 für den Hochwasserschutz und Wasserkraft. Die Arbeiten an Damm und See wurden in den 1960er Jahren abgeschlossen. Nach der Entstehung von Lake Sharpe wurden Teile des Reservats überschwemmt. Einige Siedlungen mussten auf höheren Stellen neu errichtet werden. Bei der Überflutung gingen viele fruchtbare Böden und Wälder am Ufer des Missouri verloren. Dadurch verschlimmerte sich die wirtschaftliche Situation der Bewohner.
Auf dem Reservatsgebiet befindet sich ein kleines Casino, das Golden Buffalo Casino & Motel. Ein Großteil des Reservatgebiets wird für die Rinderzucht genutzt.

## Lage
Das Reservat liegt ca. 58 Meilen südöstlich von Pierre am Highway 1806 (Lewis&Clark Route) im US-Bundesstaat South Dakota. Es grenzt an die Crow Creek Reservation. Die beiden Reservate werden nur durch den Missouri River getrennt.

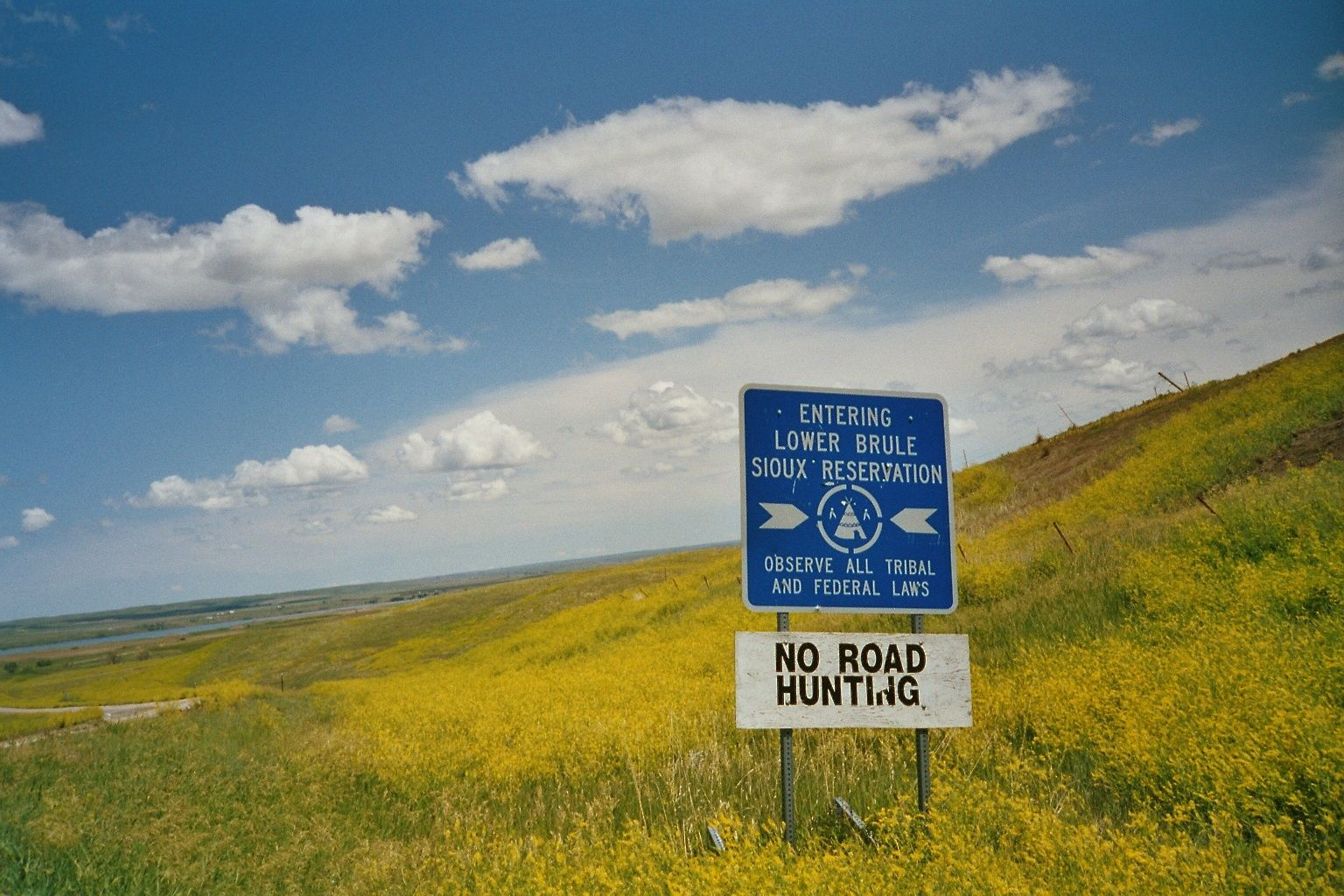
Lower-Brule-Reservat
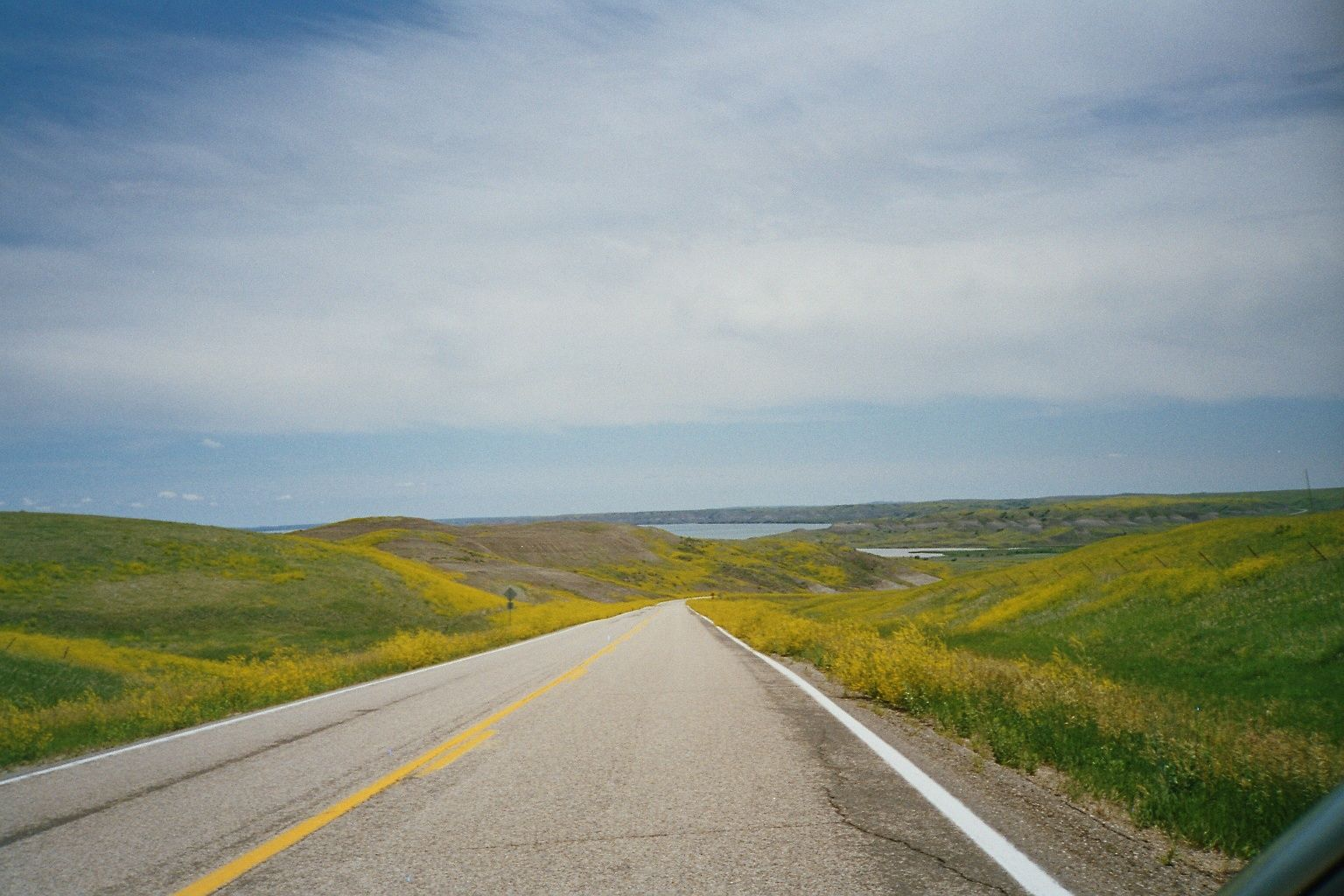
Lower-Brule-Reservat
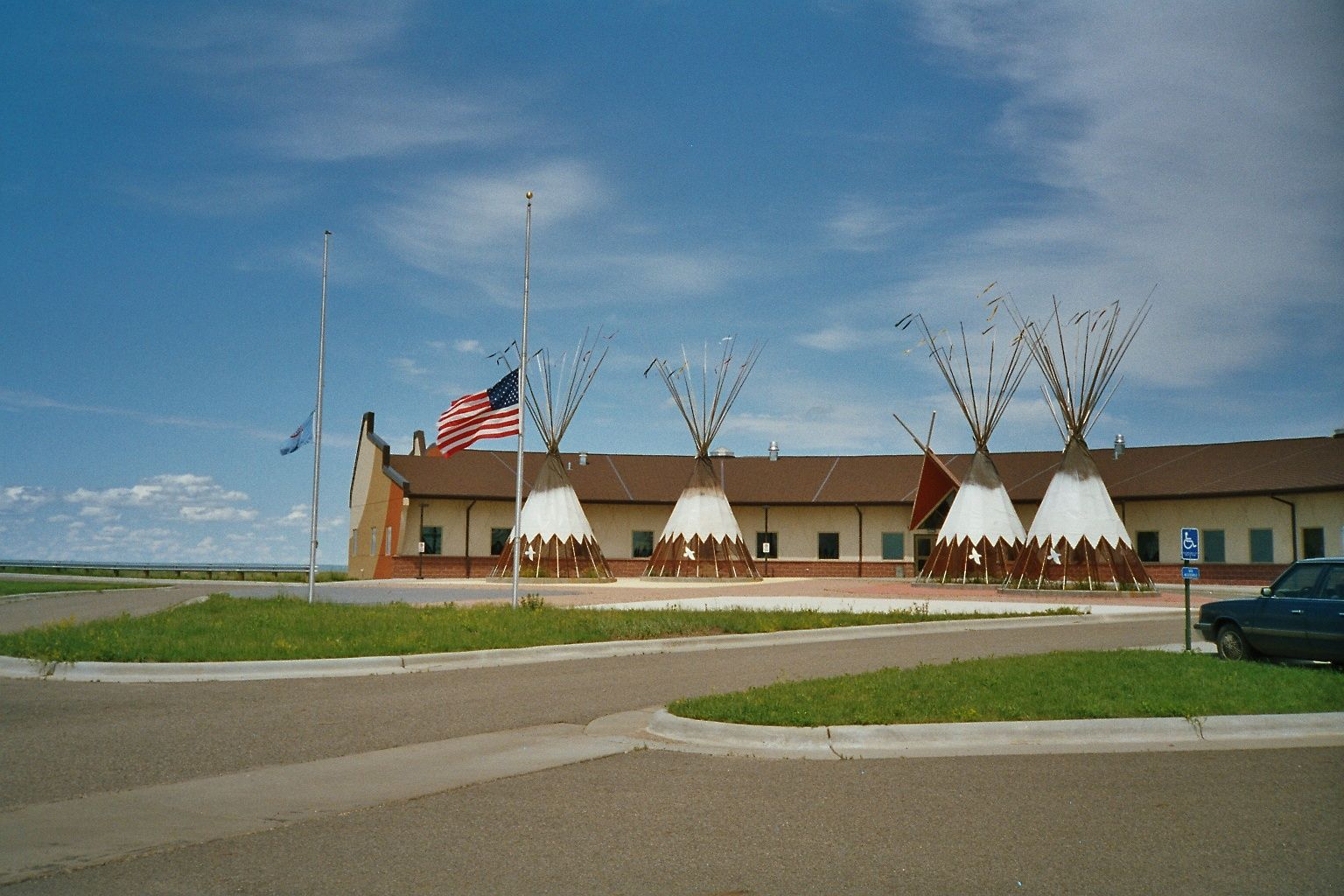
Verwaltungsgebäude des Reservats
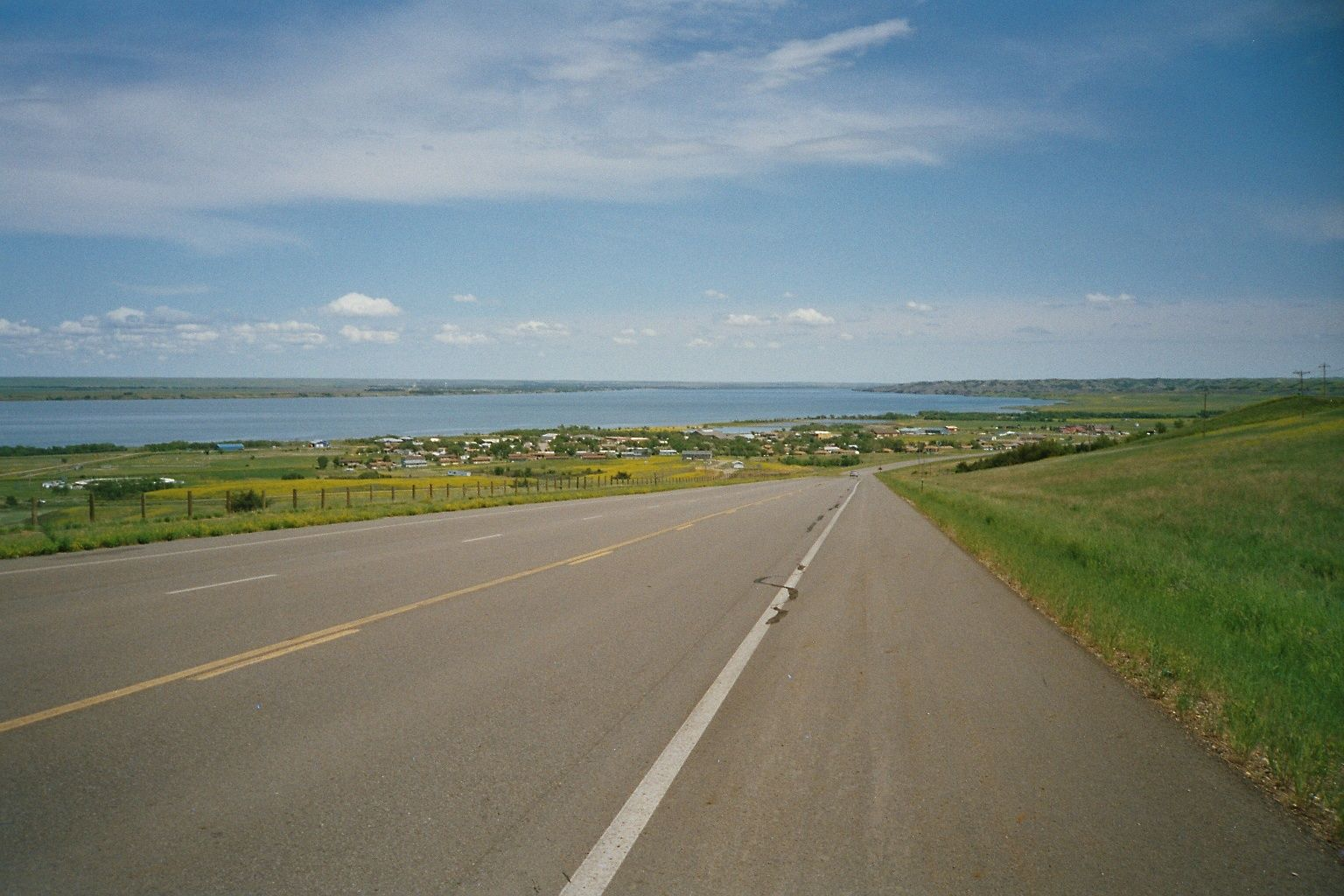
Blick auf den Ort Lower Brule (SD)